# Kurisove
Kurisove (en ucraniano: Курісове) es un pueblo ucraniano perteneciente al óblast de Odesa. Situado en el suroeste del país, es parte del raión de Berezivka y centro del municipio (hromada) homónimo.

## Toponimia
El nombre del asentamiento en ruso es Kurisovo (en ruso: Курисово). Entre 1921 y 1937, el nombre fue Petrivske (en ucraniano: Петрівське) y desde 1937 a 2016 se denominó Petrivka (en ucraniano: Петрівка; en ruso: Петровка, romanizado: Petrovka) en honor a Grigori Petrovski, cambiado por las leyes de descomunización de Ucrania.

## Geografía
Kurisove se encuentra en la desembocadura del río Balay en el limán de Tiligul, unos 18 km al norte de Dobroslav y a unos 66 km al noreste de Odesa.

## Historia
Después de la victoria rusa en la guerra ruso-turca de 1787-1792, el gobernador de Yekaterinoslav entregó 6.000 acres de tierra en la desembocadura del río Balay al teniente coronel Iván Onufrievich Kuris. En 1787 se construyó la iglesia de la Intercesión e instaló allí a siervos de sus tierras en Ucrania. Inicialmente Kuris bautizó el asentamiento con el nombre de Balay, que más tarde recibió el nombre de Pokrovski (en ucraniano: Покровськи) y a partir de 1851 el nombre de Kurisovo-Pokrovski (en ucraniano: Курісово-Покровськи).
En la Revolución de Octubre de 1917, la finca fue parcialmente destruida por los habitantes del pueblo. Después de la revolución, la finca de Kuris fue saqueada y los restos de los terratenientes fueron arrojados desde la cripta familiar a un campo. En 1921, el pueblo pasó a llamarse Petrivske en honor a Grigori Petrovski, y en 1937, el pueblo pasó a llamarse Petrivka. 
Durante la Segunda Guerra Mundial, el pueblo fue ocupado por Rumania entre agosto de 1941 y el 4 de abril de 1944.
Después de la guerra, la finca fue restaurada y albergó una escuela técnica agrícola y un museo de historia local. Se había planeado una nueva En 1990 había planeada una restauración de la finca, pero hubo un incendio que duró casi 2 semanas. Los bomberos no lograron extinguir completamente el incendio y el castillo continuó ardiendo durante dos semanas más.
Tras la descomunización en Ucrania, el pueblo pasó de llamarse Petrivka a Kurisove en 2016.El 20 de marzo de 2024, el Comité sobre la Organización del Poder Estatal, Autogobierno Local, Desarrollo Regional y Planificación Urbana apoyó el cambio de nombre del pueblo a Pokrovske, sin embargo, los diputados de la Rada Suprema de Ucrania no apoyaron este cambio de nombre.

## Demografía
La evolución de la población de Kurisove entre 1859 y 2001 fue la siguiente:
| 266                                                           | 570 | 3602 | 3676 |
| (Fuente: Cities & Towns of Ukraine y UKRAINE: Größere Städte) |     |      |      |

Según el censo de 2001, la lengua materna de la mayoría de los habitantes, el 89,88%, es el ucraniano; del 8,11% es el ruso; y del 1,17% es el búlgaro.

## Infraestructura

### Arquitectura, monumentos y lugares de interés
En el pueblo está el palacio Kuris, una casa señorial en forma de castillo medieval de estilo neoárabe con elementos de arquitectura neogótica.

### Transporte
Por el pueblo pasa la carretera P55-E95 Odesa-Kiev.